# Wildbretshügel
Der Wildbretshügel ist mit 525,3 m ü. NHN der dritthöchste Berg des zur Rureifel gehörenden Kermeters. Er liegt nahe Gemünd und Hasenfeld in den nordrhein-westfälischen Kreisen Euskirchen und Düren (Deutschland).

## Geographische Lage
Innerhalb der Rureifel, die ein Teil der Nordeifel ist, erhebt sich der Wildbretshügel zwischen dem Rursee und dem Urftsee im Nationalpark Eifel. Sein höchster Punkt liegt im äußersten Norden des Stadtgebiets von Schleiden in der Gemarkung Gemünd, wobei ein Großteil schon zum Stadtgebiet von Heimbach mit der gleichnamigen Gemarkung und dem nahen Heimbacher Ortsteil Hasenfeld gehört.

## Freizeit
Zahlreiche Wander- und Radwege erschließen den Wildbretshügel und geben einen Ausblick auf den Rursee und seine umliegenden Wälder. Seit Gründung des Nationalparks Eifel sind etliche Wanderwege auf dem Wildbretshügel gesperrt, um Ruhezonen für Tiere und Pflanzen zu schaffen.